# Internationale Filmfestspiele von Cannes 1990

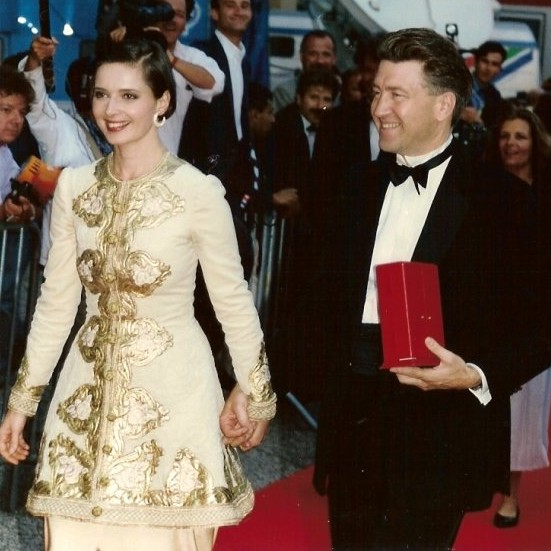
Der Gewinner der Goldenen Palme 1990 David Lynch mit Isabella Rossellini

Die 43. Internationalen Filmfestspiele von Cannes 1990 fanden vom 10. Mai bis zum 21. Mai 1990 statt.
Nach dem Zusammenbruch des sozialistischen Europas und dem Fall der Berliner Mauer zeigte das Festival zwei ehemals verbotene Filme im Wettbewerb. Der tschechoslowakische Beitrag Das Ohr entstand bereits 1970 und der polnische Beitrag Verhör einer Frau im Jahre 1982. Die Entdeckung dieser beiden Filme gehörten zu den herausragenden Leistungen des Festivals.

## Wettbewerb
Im Wettbewerb des Festivals wurden folgende Filme gezeigt:
| Filmtitel                    | Regisseur           | Produktionsland                                                | Darsteller (Auswahl)                          |
| Allen geht’s gut             | Giuseppe Tornatore  | Italien, Frankreich                                            | Marcello Mastroianni, Michèle Morgan          |
| Cyrano von Bergerac          | Jean-Paul Rappeneau | Frankreich                                                     | Gérard Depardieu, Anne Brochet, Vincent Perez |
| Daddy Nostalgie              | Bertrand Tavernier  | Frankreich                                                     | Dirk Bogarde, Jane Birkin                     |
| Die Gefangene der Wüste      | Raymond Depardon    | Frankreich                                                     | Sandrine Bonnaire                             |
| Geheimprotokoll              | Ken Loach           | Großbritannien                                                 | Frances McDormand, Brian Cox, Brad Dourif     |
| Die Hure des Königs          | Axel Corti          | Großbritannien, Österreich, Frankreich, Italien                | Timothy Dalton, Valeria Golino                |
| Ju Dou                       | Zhang Yimou         | China                                                          | Gong Li                                       |
| Komm und sieh das Paradies   | Alan Parker         | USA                                                            | Dennis Quaid, Tamlyn Tomita                   |
| Mat                          | Gleb Panfilow       | Sowjetunion, Italien                                           |                                               |
| Nouvelle Vague               | Jean-Luc Godard     | Schweiz, Frankreich                                            | Alain Delon, Domiziana Giordano               |
| Das Ohr                      | Karel Kachyňa       | Tschechoslowakei                                               |                                               |
| Rodrigo D: No futuro         | Victor Gaviria      | Kolumbien                                                      |                                               |
| Stachel des Todes            | Kōhei Oguri         | Japan                                                          | Keiko Matsuzaka                               |
| Taxi Blues                   | Pawel Lungin        | Sowjetunion, Frankreich                                        |                                               |
| Tilaï                        | Idrissa Ouédraogo   | Schweiz, Großbritannien, Frankreich, Burkina Faso, Deutschland |                                               |
| Verhör einer Frau            | Ryszard Bugajski    | Polen                                                          | Krystyna Janda, Adam Ferency, Janusz Gajos    |
| Weißer Jäger, schwarzes Herz | Clint Eastwood      | USA                                                            | Clint Eastwood, Jeff Fahey                    |
| Wild at Heart*               | David Lynch         | USA                                                            | Nicolas Cage, Laura Dern, Willem Dafoe        |

* = Goldene Palme

## Internationale Jury
In diesem Jahr war Bernardo Bertolucci Jurypräsident. Er stand folgender Jury vor: Fanny Ardant, Bertrand Blier, Alexei German, Françoise Giroud, Christopher Hampton, Anjelica Huston, Mira Nair, Sven Nykvist und Hayao Shibata.

## Preisträger
- Goldene Palme: Wild at Heart
- Großer Preis der Jury: Stachel des Todes und Tilai
- Sonderpreis der Jury: Geheimprotokoll
- Bester Schauspieler: Gérard Depardieu in Cyrano von Bergerac
- Beste Schauspielerin: Krystyna Janda in Verhör einer Frau
- Bester Regisseur: Pawel Lungin für Taxi Blues
- Bester künstlerischer Beitrag: Mat
- Bester technischer Beitrag: Pierre Lhomme für seine Kameraführung in Cyrano von Bergerac

## Weitere Preise
- FIPRESCI-Preis: Shi no toge
- FIPRESCI-Preis für sein Lebenswerk: Manoel de Oliveira
- Preis der Ökumenischen Jury: Allen geht’s gut